# The Comics Journal
The Comics Journal, sovint abreujat TCJ, és una revista nord-americana de notícies i crítiques relacionades amb comic books, tires còmiques i novel·les gràfiques. Coneguda per les seves llargues entrevistes amb creadors de còmics, editorials i ressenyes mordaces dels productes de la indústria del còmic popular, la revista promou la visió que els còmics són una bella art, que mereixen un respecte cultural més ampli i, per tant, s'han d'avaluar amb els estàndards crítics més alts.

## Història
El 1976, Gary Groth i Michael Catron van adquirir The Nostalgia Journal, un petit competidor de l'adzine del diari The Buyer's Guide for Comics Fandom. Aleshores, Groth i Catron ja publicaven Sounds Fine, un adzine de format similar per a col·leccionistes de discos que havien començat després de produir Rock 'N Roll Expo '75, celebrat durant el cap de setmana del 4 de juliol de 1975 a Washington, DC.
La publicació es va rellançar com a The New Nostalgia Journal amb el número 27 (juliol de 1976), i amb el número 32 (gener de 1977), es va convertir en The Comics Journal ("una publicació de qualitat per a l'aficionat seriós del còmic"). El número 37 (desembre de 1977) va adoptar un format de revista amb la portada a color. Amb el número 45 (març de 1979), la revista va passar a una programació mensual; en aquell moment tenia una tirada de 10.000 exemplars.
A més de llargues entrevistes amb figures de la indústria del còmic, el Journal sempre ha publicat crítiques i les ha rebut al seu torn. A principis dels anys 2000, el Journal va publicar una sèrie d'especials anuals que combinaven el seu format crític habitual amb mostres ampliades de còmics de col·laboradors especialment seleccionats.
Amb el número 300 (novembre de 2009), The Comics Journal va deixar la seva publicació impresa semestral. TCJ va passar d'un calendari de publicacions vuit vegades l'any a un format semestral més gran, més elaborat i recolzat per un nou lloc web. Aquest format va durar fins al 2013 amb el número 302. Aleshores, la revista impresa va fer una pausa, tornant a un format de revista el 2019 amb el número 303.

### Demandes
Al llarg dels anys, The Journal ha estat involucrat en un grapat de demandes. L'artista Rich Buckler va intentar accions legals per a una revisió que el va qualificar de plagiador imprimint les seves vinyetes al costat d'un art anterior i força similar de Jack Kirby. Una entrevista de Groth amb l'escriptor de ciència-ficció Harlan Ellison va provocar una demanda de l'escriptor Michael Fleisher per una discussió informal sobre el treball i el temperament de Fleisher. Els co-acusats Groth i Ellison van guanyar el cas, però van sortir de la demanda distanciats.
Més tard, Ellison es va convertir en demandant contra The Comics Journal, presentant una demanda en part per ordenar a The Comics Journal Library: The Writers, un llibre de Fantagraphics del 2006 que va reimprimir l'entrevista d'Ellison, i que va utilitzar una portada que deia Ellison "Famous Comics Dilettante". Finalment, aquest cas es va resoldre, amb Fantagraphics acceptant ometre tant la difusió com l'entrevista de qualsevol futura impressió del llibre, Ellison acceptant publicar una declaració de refutació de Groth a la pàgina web d'Ellison i ambdues parts acordant evitar futurs "atacs ad hominem".
En ocasions, The Journal ha publicat, com a portada, llargues transcripcions judicials de demandes civils relacionades amb còmics. Els exemples notables inclouen la demanda de Fleisher i la demanda fallida de Marv Wolfman contra Marvel Comics per la propietat del personatge Blade.

## Contingut
The Journal inclou assaigs crítics, articles sobre història del còmic i llargues entrevistes, realitzades per Gary Groth i altres. Entre les entrevistes destacades destaquen Gil Kane al número 38, Steve Gerber al número 41, Harlan Ellison al número 53, Dennis O'Neil al número 64, Robert Crumb al número 113 i Charles M. Schulz al número 200.
Segons Rick Cusick, escrivint a la revista Gauntlet, la combinació de la cobertura de notícies directa i l'anàlisi crítica del Journal, encara que la norma per a les empreses periodístiques tradicionals, contrastava amb els mètodes afectuosos i promocionals de publicacions com Comics Buyer's Guide i (més tard). Wizard. El 1995, l'editor Gary Groth va fer broma dient que la seva revista ocupava "un nínxol que ningú vol".

## Llista dels 100 millors còmics de TheJournal
The Journal va publicar un cànon de còmics del segle XX al seu número 210 (febrer de 1999). Per compilar la llista, vuit col·laboradors i editors van fer vuit llistes separades dels 100 millors (o menys de 100 per a alguns) d'obres americanes. Aquestes vuit llistes es van combinar de manera informal i es van modificar en una llista ordenada. Krazy Kat va encapçalar la llista, seguit de Peanuts, Pogo i Maus d'Art Spiegelman. Harvey Kurtzman va ser qui va tenir més articles entre els creadors, cinc: la seva versió original a Mad (nº 8), els seus còmics de guerra "New Trend" EC (nº 12), la novel·la gràfica Jungle Book de 1959 (#26), el seu gag Hey Look! (nº 63) i les històries de Goodman Beaver (nº 64).
Entre les omissions controvertides al Top 100 hi havia la sèrie Cerebus de Dave Sim. Sim i el Journal s'havien trobat periòdicament en desacord durant els anys anteriors a la formulació de la llista. El número 213 incloïa vuit pàgines de respostes i defenses de la llista; el columnista del Journal R. Fiore va escriure "Dave Sim ara ha de pensar que tens una venjança personal contra ell", i el coeditor Kim Thompson va reconèixer: "Si ho hagués de tornar a fer, aixafaria el material d'Hernández en dues entrades [i] posar Cerebus i dues coses més als llocs vacants". Dotze anys més tard, l'omissió encara estava sent reconeguda pel Journal, que va assenyalar que el Cerebus de Dave Sim "va ser notòriament exclòs".
Pel que fa a la inclusió de còmics de superherois a la llista, l'editor i participant de l'enquesta Tom Spurgeon va escriure: "Vaig votar per la majoria dels títols d'homes amb spandex que van formar part de la llista: Spider-Man, Fantastic Four, Plastic Man, malgrat la pura indiferència. d'alguns dels elements que contribueixen a aquestes obres". En última instància, el Top 100 incloïa sis obres de superherois, inclòs el deconstructor Watchmen. Batman: The Dark Knight Returns de Frank Miller va ser un projecte de superherois popular ben considerat que finalment no va ser escollit, segons el coeditor Kim Thompson.

## Reconeixements
| Curs | Organització | Premi                                                   | Resultat  |
| ---- | ------------ | ------------------------------------------------------- | --------- |
| 1981 | Eagle Award  | Publicació de fans preferida (Divisió americana)        | Guanyador |
| 1990 | Premi Harvey | Millor presentació biogràfica, històrica o periodística | Guanyador |
| 1991 | Premi Harvey | Millor presentació biogràfica, històrica o periodística | Guanyador |
| 1992 | Premi Harvey | Millor presentació biogràfica, històrica o periodística | Guanyador |
| 1993 | Premi Harvey | Millor presentació biogràfica, històrica o periodística | Guanyador |
| 1995 | Premi Harvey | Millor presentació biogràfica, històrica o periodística | Guanyador |
| 1996 | Premi Eisner | Millor publicació periòdica relacionada amb còmics      | Guanyador |
| 1997 | Premi Eisner | Millor publicació periòdica relacionada amb còmics      | Guanyador |
| 1997 | Premi Harvey | Millor presentació biogràfica, històrica o periodística | Guanyador |
| 1998 | Premi Eisner | Millor publicació periòdica relacionada amb còmics      | Guanyador |
| 1998 | Premi Harvey | Millor presentació biogràfica, històrica o periodística | Guanyador |
| 1999 | Premi Eisner | Millor publicació periòdica relacionada amb còmics      | Guanyador |
| 1999 | Premi Harvey | Millor presentació biogràfica, històrica o periodística | Guanyador |
| 2000 | Premi Harvey | Millor presentació biogràfica, històrica o periodística | Guanyador |
| 2001 | Premi Harvey | Millor presentació biogràfica, històrica o periodística | Guanyador |
| 2003 | Premi Harvey | Millor Antologia Comics Journal Summer Special 2002     | Guanyador |
| 2004 | Eagle Award  | Revista preferida sobre còmics                          | Guanyador |
| 2005 | Eagle Award  | Revista preferida sobre còmics                          | Guanyador |
| 2006 | Premi Harvey | Millor presentació biogràfica, històrica o periodística | Guanyador |
| 2009 | Premi Eisner | Millor periòdic/periodisme relacionat amb còmics        | Nominat   |
| 2018 | Premi Eisner | Millor periòdic/periodisme relacionat amb còmics        | Guanyador |